# Esnandes
Esnandes je francouzská obec v departementu Charente-Maritime, v regionu Poitou-Charentes. Leží u pobřeží Atlantského oceánu. V roce 2007 mělo 1 994 obyvatel.

## Geografie
Sousední obce: Charron, Villedoux a Marsilly.

## Vývoj počtu obyvatel
Počet obyvatel

## Ekonomika
- chov slávek

## Partnerská obec
- Thorens-Glières, Francie